# Мој рани живот
Мој рани живот је књига коју је написао Винстон Черчил. Књига је аутобиографија која покрива Черчилов живот од рођења 1874. до 1902. године. Први пут је објављена 1930. године.

## Књига
Књига је објављена 1930. године, годину дана након што је Черчилова странка, Конзервативна партија, изгубила изборе. Као резултат избора, Черчил није више био члан владе, тако да је изгубио извор прихода. Како би зарадио новац, писао је књиге у овом периоду, јер му је то уз јавне говоре био једини извор прихода. Већи део књиге је ипак написан 1928. године. У писму Стенлију Болдвину је написао, "Имао сам одличан месец - зидао сам кућу и писао књигу: 200 цигли и 2.000 речи по дану."
Прво издање књиге у Енглеској и Америци је распродато брзо. Енглеско издање је продало 11.200 примерака, а америчко 6.600. Књига је преведена на 13 језика и сматра се не само Черчиловом најбољом књигом, него и једном од најбољих књига 20. века. Један од разлога за толики успех је и чињеница да је књига кратка, за разлику од многих Черчилових књига. За разлику од осталих књига, док је писао Мој рани живот, Черчил није имао никакав посебан политички мотив.
У књизи је описивао разне делове свог живота. Велики део чини Други бурски рат, у ком је учествовао, али има и многих личних доживљаја. Своју дадиљу описује након њене смрти: "Она је била моја најдража и најинтимнија пријатељица".

## Издања
- Thornton Butterworth: London, 1930.
- Charles Scribner's sons: New York, 1930.
- . 1990.  978-0-7493-0202-3. (меки повез)